# ビーチ・フラッグス
ビーチ・フラッグス（英語: Beach Flags）は、ライフセービングにおいてライフセーバーが行なう、走力や反射神経を鍛えるためのスポーツである。ライフセーバーの技術を競わないで行なわれることもある。
ゲームはフラッグ（主に短いホース）を砂に一直線上に差して行なわれる。選手はフラッグから約20メートル程離れ、顔をフラッグと反対側に向けうつぶせに寝る。号砲の後、フラッグに向けて走り、フラッグを掴む。ゲームのルールは椅子取りゲームと似ており、常にフラッグの数は選手の数より1つ少なくなっている。フラッグを掴めなかった選手がレースから除外され、またフラッグを一つ減らしてゲームを続行する。これを残る選手が一人になるまで続け、最後に残った選手が勝者となる。若いライフセーバーによってよく行なわれる。
単純な競技のようだが、仲間の選手をゲームに残すために他の選手を操作するなど、ゲームはとても複雑になり、フラッグの争奪が激しくなると、選手の混乱や観客の緊張感が増す。
また、身体接触に対する厳しいルールがあり、腕を使った妨害や激しい接触は失格になることがある。
この競技は、持久力よりも技術やコンディションの調整が勝敗を分ける。また、非常にスピーディーな競技であり、オーストラリアオープンの決勝では約3.7秒で決勝のレースが終わってしまう。